# Владин
Вла́дин — село в Україні, у Брониківській сільській територіальній громаді Звягельського району Житомирської області. Чисельність населення становить 117 осіб (2001). До 1939 року — колонія. У 1923—54 роках — адміністративний центр однойменної сільської ради.

## Загальна інформація
Розміщується за 30 км від районного центру, міста Звягель.

## Населення
У 1859 році в колонії налічувалося 68 мешканців, у 1868 році — 142 особи, у 1906 році — 388 мешканців, дворів — 65, у 1910 році — 458 осіб, у 1923 році — 478 жителів, дворів — 87, у 1924 році — 494 особи, дворів — 90.
Відповідно до результатів перепису населення СРСР, кількість населення, станом на 12 січня 1989 року, становила 93 особи. Станом на 5 грудня 2001 року, відповідно до перепису населення України, кількість мешканців села становила 117 осіб.

## Історія
Колишнє лютеранське поселення, лютеранські парафії — Житомир та Новоград-Волинський. Також Владзин, Владан. В другій половині 19 століття — колонія Гульської (згодом — Рогачівська) волості Новоград-Волинського повіту Волинської губернії, за 15 верст від Гульська. Була школа.
У 1906 році — колонія Рогачівської волості (3-го стану) Новоград-Волинського повіту Волинської губернії. Відстань до повітового центру, м. Новоград-Волинський, становила 30 верст, від волосного центру, містечка Рогачів — 16 верст. Найближче поштово-телеграфне відділення розміщувалося у Рогачеві.
У 1923 році включена до складу новоствореної Владинської сільської ради, яка, 7 березня 1923 року, увійшла до складу новоутвореного Новоград-Волинського району Житомирської округи. Розміщувалася за 20 верст від районного центру, м. Новоград-Волинський. 1 вересня 1925 року, в складі сільської ради, передана до новоутвореного Довбишського (згодом — Мархлевський) району Житомирської (згодом — Волинська) округи, 17 жовтня 1935 року — до складу Новоград-Волинської міської ради Київської області. У 1939 році віднесена до категорії сіл.
11 серпня 1954 року, внаслідок об'єднання сільських рад, село підпорядковане Слободо-Чернецькій (згодом — Лебедівська) сільській раді Новоград-Волинської міської ради Житомирської області. 4 червня 1958 року, в складі сільської ради, увійшло до відновленого Новоград-Волинського району Житомирської області.
У 2017 році увійшло до складу новоутвореної Брониківської сільської територіальної громади Новоград-Волинського (згодом — Звягельський) району Житомирської області.